# Prianto
Prianto är en distributör som specialiserar sig på programvara för företag.

## Företag och utveckling

### Prianto Tyskland
Prianto GmbH grundades 2009 av William Geens och Oliver Roth och har sitt huvudkontor i München. Priantos två andra tyska filialer ligger i Giessen och i Marl. Priantos huvudsakliga verksamhet är grossistförsäljning av programvara för företag. Priantos kunder är vanligtvis återförsäljare av programvara, systemhus (VAR), systemintegratörer och managed service providers (MSP); Prianto bedriver ingen direkt slutkundsverksamhet.
I juli 2019 knoppades Prianto GmbH:s inköpsfunktion av till dotterbolaget Prianto Projects and Procurement Management GmbH (Prianto PPM) för att kunna erbjuda systemhuspartners tjänster inom inköp och upphandling utanför den ordinarie distributionsportföljen.
Tjänster som rör kravanalys, systemplanering, installation och utbildning erbjuds sedan juli 2019 till Priantos kunder av Prianto Services GmbH.

### Prianto-gruppen
Prianto har också funnits i Storbritannien, Österrike och Schweiz sedan 2011, följt av BeNeLux-länderna 2012, Polen 2014 och Frankrike 2016. Under 2017 öppnades filialer i Tjeckien, Ungern, Slovakien och de adriatiska länderna. Prianto är sedan 2019 representerat i Kanada och i USA sedan 2021[3]. Samma år (2021) utvidgade Prianto GmbH sin verksamhet till att omfatta även Turkiet. År 2022 gick Prianto in i den skandinaviska regionen och öppnade ett kontor i Sverige, som kommer att omfatta Danmark, Finland, Norge och Sverige under namnet ”Prianto Nordics”. Sedan 2024 har Prianto GmbH även en etablering i Sydafrika.

### Prianto Projects and Procurement Management GmbH (Prianto PPM)
Från och med juli 2019 förser Prianto PPM GmbH systemhus med icke-fokuserad programvara som inte finns tillgänglig i distributionsportföljen. Tjänsteerbjudandet Prianto PPM drivs centralt för Europa från Tyskland.

### Prianto Services GmbH
Prianto Services GmbH grundades som ett ytterligare dotterbolag för olika återförsäljarstödjande tjänster i samband med komplexa programvaruprodukter. Företaget erbjuder tjänster som rör behovsanalys, systemplanering, installation och utbildning. För detta ändamål stöder Prianto Services GmbH sina systemhuskunder med hjälp av ett team av specialister vid utformningen av infrastrukturer samt vid val, installation och drift av programvaruprodukter.

### Förvärv av andra distributörer
Den 1 april 2012 tog Prianto GmbH över Sinn GmbH, en tysk programvarudistributör grundad 1996, och utökade därmed sin portfölj, särskilt inom området serverbaserade datorer.
År 2020 förvärvade Prianto 51% av aktierna i VEMI, en polsk mervärdesdistributör av IT-säkerhetslösningar, för att stärka sin position på den polska marknaden.
Den 1 januari 2022 tog Priantokoncernen även över ISPD, som tidigare var baserat i Poing.